# Lim-Johan
Johan Erik Olsson, känd som Lim-Johan, född 4 september 1865 i Ovanåkers socken i Hälsingland, död där 13 mars 1944, var en svensk naiv målare, träskulptör, snickare och fotograf.

## Biografi
Johan Erik Olssons släkt kom från fader sida från Lima socken i Dalarna till Mackskalens nybygge, Nybo på Voxna finnskog, där Johan Erik växte upp. Han hade en sträng, religiös, sparsam och mycket fordrande far, och han fick utföra det tyngsta arbetet på gården, till exempel ersätta häst framför plogen, och blev stark som en björn. Han uppvisade redan som helt ung konstnärliga anlag genom att skickligt snida och skulptera djur i trä. Liggande hundar i nära nog naturlig storlek blev sedan ett av hans vanligaste sniderier. Det finns minst ett tiotal sådana hundar bevarade, alla skurna i massivt trä. De flesta är målade i diskreta färger.
År 1886, vid 20 års ålder, inkallades han till militärtjänst. Det var antingen under militärtjänstgöringen eller möjligen något år senare, runt 1887, som han ådrog sig scharlakansfeber. Han fick inte någon vård för detta och följden blev en hjärnhinneinflammation. Ännu inte återställd från denna blev han av fadern skickad upp till ett häbbre med en säck säd. I trappan kände han hur något knäppte till och brast i huvudet, och från den stunden var Johan Erik inte sig själv. Följden av detta var att Johan Erik blev folkskygg och grubblande, vild och oregerlig, tidvis bråkig och hotfull. Han blev tillfälligt förklarad sinnessjuk och vistades 1904–1912 på Ulleråkers mentalsjukhus i Uppsala, fullt medveten om sitt sjukliga tillstånd. Sjukhusvistelsen gjorde honom betydligt lugnare och vid hemkomsten kom Johan Erik att betraktas som en snäll och oförarglig människa, även om han var full av besynnerliga idéer och med en stor ovanlig och ömmande kärlek till djur, särskilt hästar. Han kunde, stark och hjälpsam som han var, skjuta på vagnen för en häst med stort lass i uppförsbackar och bromsa i utförsbackar, allt för hästens skull. I upplevd utanförskap kände han sympati och jämställdhet med djuren, de var hans vänner.
Efter hemkomsten försörjde han sig som snickare, främst som mycket skicklig laggkärlsmakare och som möbelsnickare. Allt han företog sig gjorde han mycket grundligt. Emellanåt arbetade han för att få tillräckliga inkomster även som timmerhuggare, basvägslagare, rännvakt vid flottning eller som dagkarl i lantbruket i de kringliggande gårdarna i bygden.
Under lång tid senare verkade han också som fotograf, han var ägare till tre kameror (med hans uttal "kaméror") och började fotografera mot betalning, även porträtt. Det var vid den här tiden som han mer och mer blev kallad Lim-Johan, med namn efter Lima, i stället för det gängse namnet Johan Erik. Om sig själv sa han mycket ofta Olsson.
Han var lång, kraftigt byggd och imponerande stark ända långt in på ålderdomen och gick mestadels i en grön, urgammal filthatt, kraftig vadmalskostym och i grova kängor och alltid med ett paraply, mycket ofta uppspänt, använt som parasoll vid starkt solsken. I en käpp över axeln bar han en gammal väska, och han pratade ofta med sig själv. Eftersom läder och skinn för skor var mycket dyrt under första världskriget gick han under flottning och vid arbete vintertid omkring i ett par särskilt inköpta slitstarka stålskor, läderkängor med sulor gjorda av stål. Detta ledde till att man på långt avstånd på frusen mark hörde när Johan Erik var ute och gick. Eftersom sulan var stum hade han svårt för att gå i dem och de gav honom besvärliga skavsår på fötterna. Dessa skor väckte stor uppmärksamhet på bygden.
Han var mycket arbetsam, för det väl uppskattad och alltså mycket grundlig i allt han företog sig, men var en mycket ensam och djupt olycklig, aldrig gift och besviket ensamlevande människa. Under större delen av sitt liv var han också mycket bitter på sin sparsamme far, som genom sin religiösa stränghet, hårdhet och nonchalans vid hjärnhinneinflammationen förvärrat sjukdomen. Han önskade ofta, särskilt på äldre dagar, att han kunnat få leva om sitt liv. Han visste själv att han led av psykisk sjukdom ("Sen, sen – sen jag var tjugeett år har jag aldrig, aldrig varit vid sans") och led av denna vetskap. Han menade då att han inte varit sig själv sen den tiden. Han talade också om att han ständigt gått som i dimma.
Han hade egenheten att i sitt tal stammande upprepa vissa ord, att klaga på sig själv, i djupa grubblerier ("Jag, jag, jag måste justera mitt omdöme") och ofta urskulda sig ("Inga lessamheter, ingen, ingen, ingen orsak – för MIN person"). Genom att omvärlden skrattade åt honom, härmade hans uttryck och åthävor, blev han mer och mer bitter. Han såg, han förstod och han drog sig därför inom sitt eget skal. Också detta var svårt för honom, ty innerst inne var hans livssyn ljus och innerlig. Han tog därför sin tillflykt till tavelmålning, inlåst i sin självbyggda stuga i byn Kyan.
Han var omutligt ärlig och rättfram, men tänkte gärna högt, vilket inte alltid var till hans fördel. Han kunde ibland avsiktligt bli ganska grov i mun och om han kände sig förorättad kunde han bli bitande satirisk. Och om man retades med honom, eller om han var på dåligt humör, kunde han få hastigt påkomna men lika hastigt övergående raseriutbrott. Ju äldre han blev, desto mer egensinnig och självständig blev han och desto mindre tålde han motsägelser. Hans öppenhet och ärliga frispråkighet gjorde att många människor blev en smula skrämda eller generade om han fanns i närheten och undvek därför honom. En och annan vände i dörren om han stod inne i Kyans handelsbod.
Han var mycket förtjust i starkt kaffe. En gång när han ansåg att kaffet han erbjöds var för svagt reste han sig stint tittande i koppen, gick sakta baklänges mot dörren och sa högt och tydligt "Jag sir botten i koppen, botten, botten i koppen, jag sir botten, botten i koppen – ända hit!", så slank han ut genom dörren utan att tacka, så tunt kaffe kunde han inte förmå sig till att dricka. Bara spenvarm mjölk, som han själv sett mjölkats och hällts upp, drack han minst ett par liter av varje dag. Han hade efter sjukhusvistelsen fått för sig att man förgiftade den mat man bjöd honom ute i bondgårdarna. Det var bara hos närmaste grannar och förtrogna, som han vågade äta framsatt mat, men stod någon annan än husmor vid spisen, åt han inte heller där av den framsatta maten.
Lim-Johan är begravd på Ovanåkers kyrkogård.

## Lim-Johans konst

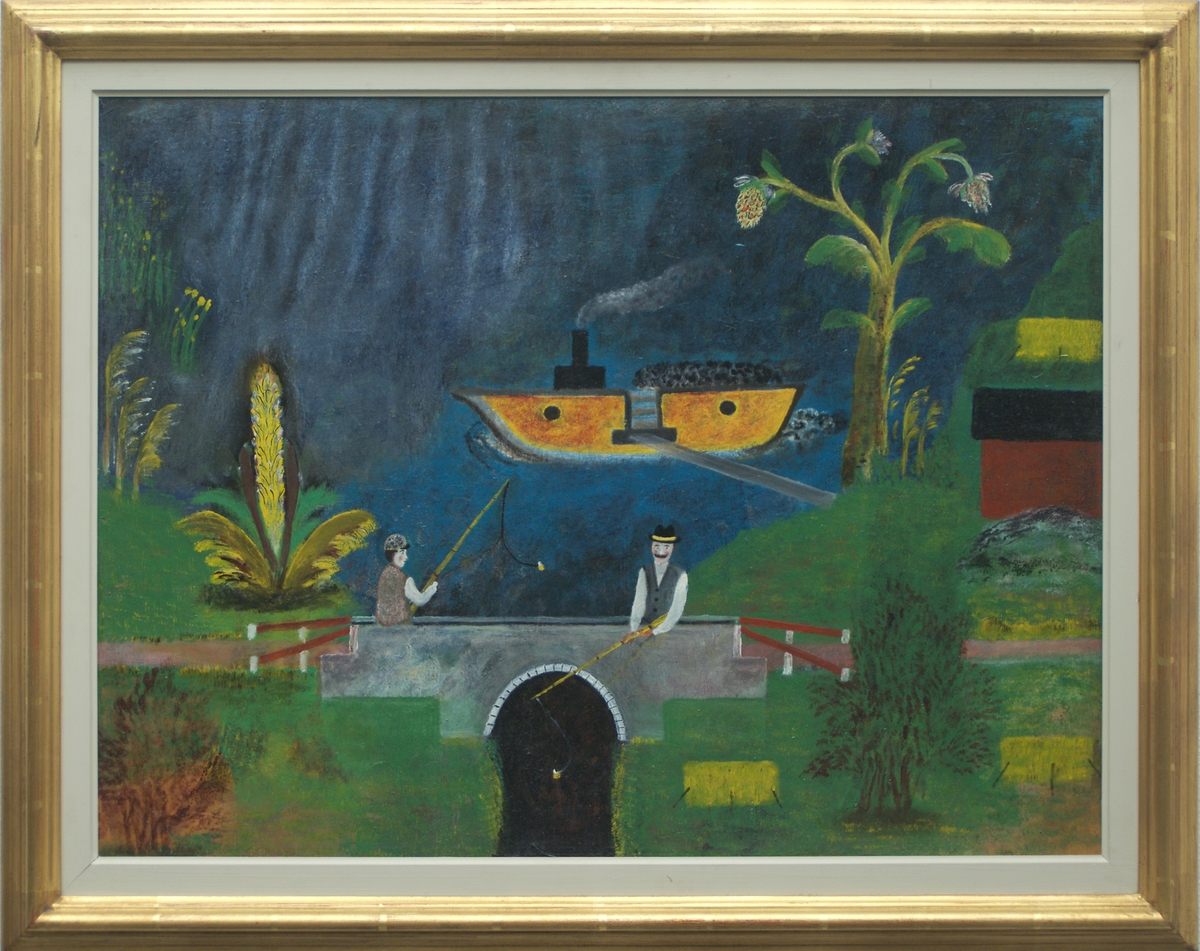
"Ångbåt vid åmynning", 1914-1923, olja på kartong av Lim-Johan. Tavlan finns utställd på Länsmuseet Gävleborg.

De första tavlorna Lim-Johan målade lär ha kommit till omkring 1897–1898, mest var det skogsmotiv med djur insprängda här och var. De nu bevarade tavlorna kom till från 1914 fram till mitten eller slutet av 1920-talet. Han var helt självlärd och använde råa, oblandade, klart lysande färger inköpta på burk. Hans motiv var främst natur, djur och andra motiv från hemtrakterna och de framställdes i fantasifull, närmast exotisk gestalt. De färdigmålade tavlorna fernissade han. Efter tavelmålandet kom fotografering att ta över hans bildintresse. Han var sällan riktigt nöjd med sina fotografier och brukade gärna bättra på fotografierna genom att på negativplåten skrapa eller rista in exotisk växtlighet med mera, konstnärligt efter sitt målarsinne, som han kallade för "nådasmulor", som fyllde ut och bättrade på bilden.
Han sålde eller skänkte med bara några få undantag aldrig sina tavlor, de var hans ögonstenar. Istället bättrade han under många år, upp till tjugo år, på sina verk. Enligt hans egen utsago var de inte färdiga och det var också orsaken till att han inte gärna sålde några tavlor. Han förvarade alla sina tavlor i sin stuga i byn Kyan. Ramarna hade han gjort själv. Alla utom en målades på gråpapp och alla var osignerade. Bara en tavla är namngiven av honom själv, "Bergakungen", av honom själv betraktad som sin bästa konstskapelse, inspirerad av berget Räkaklitt i Edsbytrakten.
Han var mycket självkritisk och bedömde ibland en färdigmålad såld eller skänkt tavla med orden: "Bara skit, skit, skit, bara skit – sätt na på huse, på huse, på huse!", eller "Ingenting, ingenting, ingen, ingen, ingenting att ha på väggen, sätt na på huse, huse, huse", ("huse" = stort utedass på bondgårdarna). Men om folk råkade skratta åt hans konst så han såg det, blev han mycket ond.

### Eftermäle och erkännande
Efter sin död såldes Lim-Johans tavlor på auktion tillsammans med hans övriga tillhörigheter. Där bortslumpades tavlorna som kuriosa för mindre belopp. Många av hans tavlor hade och har sedan förstörts eller förskingrats då de inte ansågs vara av något värde.
Lim-Johan finns i dag representerad med nio tavlor på Edsbyns museum i Hälsingland och med en tavla på Moderna museet i Stockholm. Hans karaktäristiska konst upptäcktes postumt 1947 av Philibert Humbla på Gävle museum, som uppmanade författaren Hans Lidman i Edsbyn, som uppmärksammat Humbla, att som ordförande i Ovanåkers hembygdsförening försöka finna så många tavlor av Lim-Johan som möjligt inför en konstutställning i Edsbyn. Den ägde rum i mars 1948 och ledde sedan till fler utställningar i bland annat Sverige (efter minnesutställning i Stockholm i januari 1949) och ett erkännande av Lim-Johan som äktnaiv konstnär och sedermera som en av Sveriges mest framstående. Ett trettiotal (för närvarande 29 stycken) idag högt värderade tavlor finns kända. En tavla, "Älg och stövare", påträffades i Edsbyn i samband med håltagning i trossbottnen i ett hus. Efter restaurering såldes tavlan 2016 på auktion av Bukowskis i Stockholm för 500 000 kr. 2024–2025 hade Hallwylska museet med Lim-Johans konst.

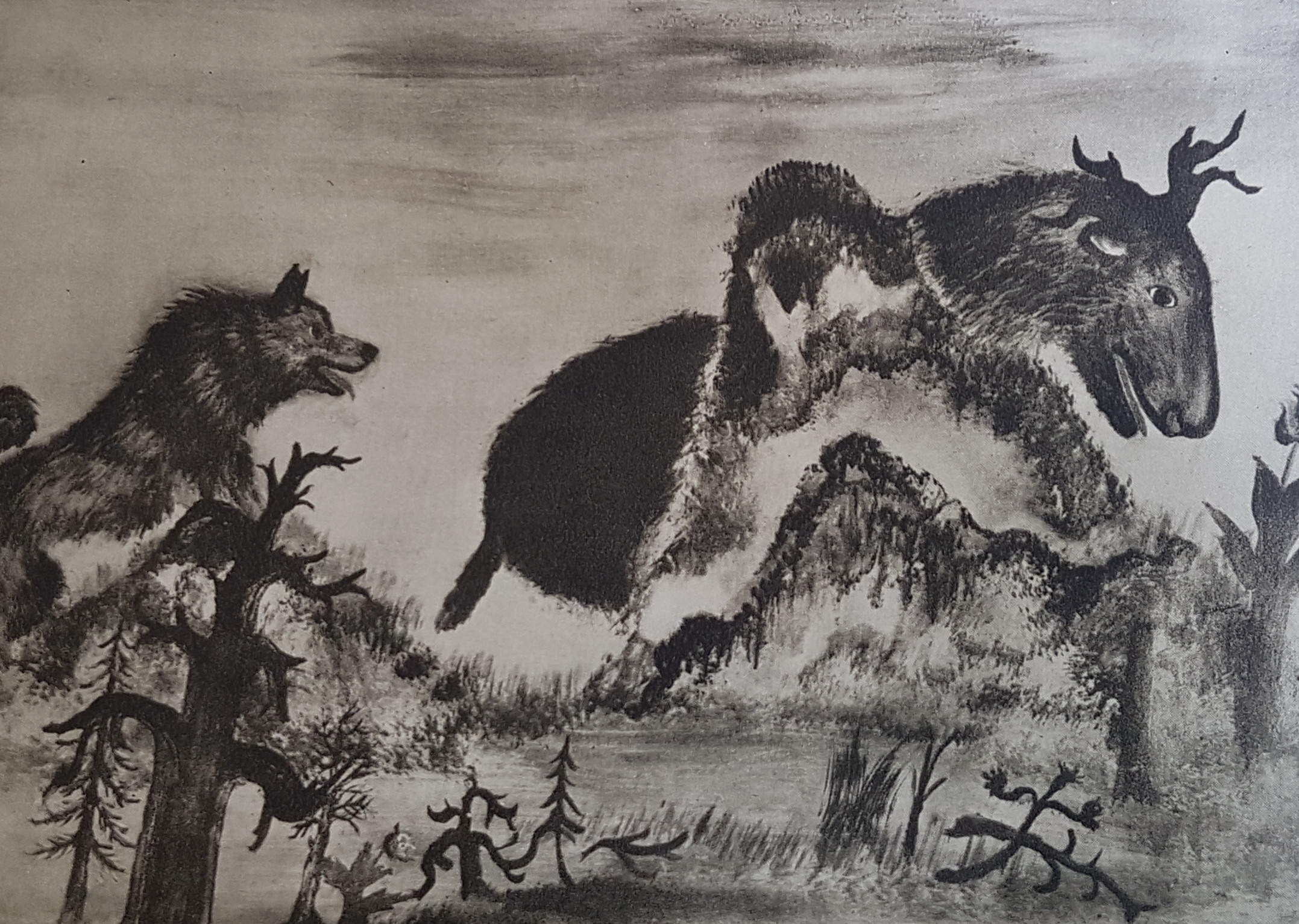
Hund och älg av Lim-Johan, från Allhems Svenskt konstnärslexikon.
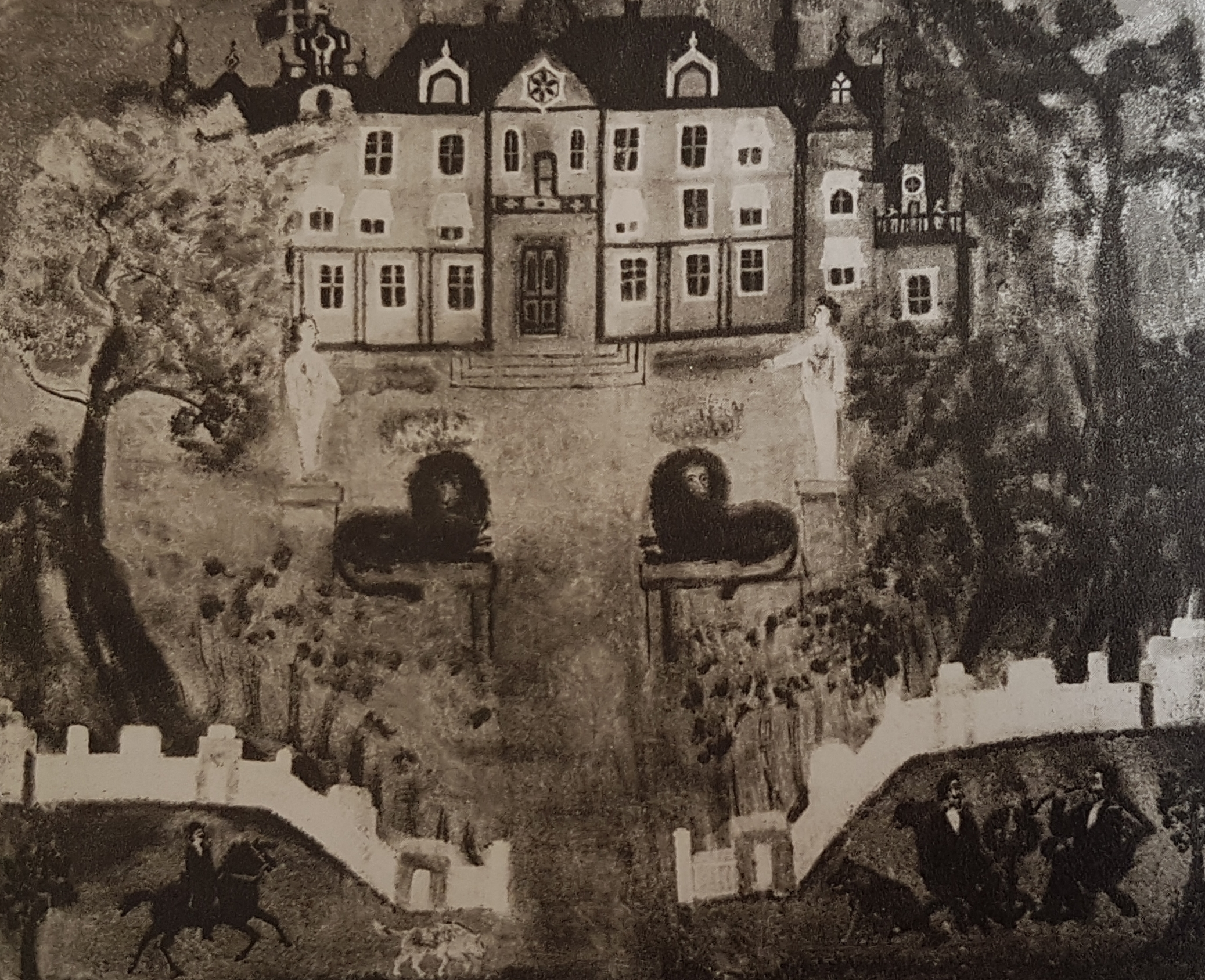
Sjövik av Lim-Johan, från Allhems Svenskt konstnärslexikon.

## Dokumentärfilm
- Hans Lidman Sällskapet, Årlig publikation 2015, Hans Lidman på film 2: Ur minnets dimma. Dramadokumentär om Lim-Johan på DVD, en film av Roger Persson, Edsbyn 2004.